# Escut antic de Vilamitjana

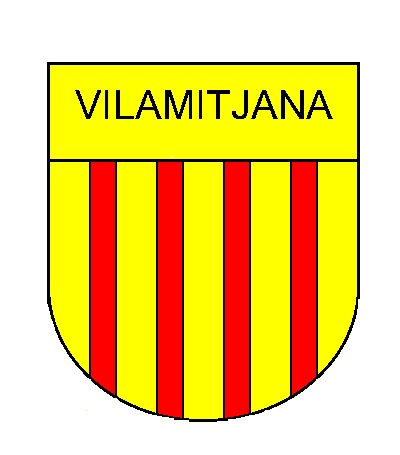
Escut antic de Vilamitjana

Antic escut municipal de Vilamitjana, al Pallars Jussà. Perdé la seva vigència el 1972, amb l'agregació de l'antic terme de Vilamitjana a Tremp. Més endavant, el 1991, Vilamitjana recuperà un símbol oficial propi, en constituir-se en entitat municipal descentralitzada i crear un escut nou, adaptat a la normativa vigent a Catalunya sobre els símbols oficials.

## Descripció heràldica
D'or, quatre pals vermells; en cap, el nom del poble.